# Dommages dus aux rayonnements électro magnétiques sur les armes et les munitions
Ne doit pas être confondu avec Impulsion électromagnétique.
La norme DRAM (Dommages dus aux rayonnements électromagnétiques sur les armes et les munitions) est une norme militaire française sur la stabilité des munitions dans un environnement subissant des contraintes électromagnétiques.

## Problématique
Une munition, pour fonctionner, doit être mise à feu par un système pyrotechnique ou par un système électro-pyrotechnique. Or la mise à feu accidentelle d'un dispositif électro-pyrotechnique peut être provoquée par de l'énergie électrique induite par un système de transmissions, une impulsion électromagnétique ou tout simplement de l'électricité statique.
Ce phénomène peut entrainer un risque important pour les utilisateurs de munitions. Les forces armées françaises ont donc créé une norme afin de limiter ces risques pour les munitions militaires et leurs utilisateurs. Cette norme a été adoptée en 1992, en deux volumes sous le nom exact de « GAM DRAM 01 et 02 ».
L'inspecteur de l'armement pour les poudres et explosifs est chargé du suivi de l'homologation des munitions avant toute procédure d'acquisition par la DGA. Les forces armées françaises utilisent cette norme pour le stockage aussi bien en opérations extérieures que dans les dépôts en France.

## Mise en œuvre de la norme
Une munition, pour chacune de ses configurations, peut supporter un niveau d'environnement électromagnétique maximal sans risque de fonctionnement intempestif. C'est l'environnement caractéristique
Cette norme est éditée en deux fascicules distincts :
- NORMDEF 0301-1: Evaluation et emploi des systèmes d’armes et munitions équipés de dispositifs électro-pyrotechniques soumis aux effets des rayonnements électromagnétiques non ionisants - Partie n° 1 : Exigences relatives à l’évaluation des dispositifs électro-pyrotechniques et de leur intégration dans les systèmes d’armes et munitions.
- NORMDEF 0301-2 : Evaluation et emploi des systèmes d’armes et munitions équipés de dispositifs électro-pyrotechniques soumis aux effets des rayonnements électromagnétiques non ionisants - Partie n° 2 : Elaboration des consignes de sécurité relatives aux différentes conditions d’emploi des systèmes d’armes et munitions équipés de dispositifs électropyrotechniques en environnement électromagnétique radio radar sur tout leur cycle de vie.

Un classement DRAM et un code de couleur DRAM définit les contraintes d'approche des munitions par rapport aux émetteurs. De plus, une instruction impose, dans les forces armées françaises, une distance délimitant la zone d'induction, zone située au voisinage immédiat de l'antenne dans laquelle aucune munition ne doit être présente.

### Évolution
La norme DRAM annule et remplace la GAM DRAM 01 et la GAM DRAM 02.